# Fakan Balázs
Fakan Balázs (Budapest, 1933. november 6. – Budapest, 2019. január 26. vagy előtte) magyar dramaturg, forgatókönyvíró.

## Filmjei
Dramaturgként
- Merénylet (1959)
- Három csillag (1960)
- Májusi fagy (1962)
- Félúton (1963)
- Már nem olyan időket élünk (1964)
- Miért rosszak a magyar filmek? (1964)
- A férfi egészen más (1966)
- Harlekin és szerelmese (1967)
- Nem várok holnapig… (1967)
- Szép magyar komédia (1970)
- A gyilkos a házban van (1971)
- Csárdáskirálynő (1971)
- Fuss, hogy utolérjenek! (1972)
- Nápolyt látni és… (1973)
- Kakuk Marci (1973)
- Egy srác fehér lovon (1973)
- Hét tonna dollár (1974)
- A Pendragon legenda (1974)
- Az öreg (1975)
- A királylány zsámolya (1976)
- A kard (1977)
- Ki látott engem? (1977)
- Dübörgő csend (1978)
- A néma dosszié (1978)
- K.O. (1978)
- Amerikai cigaretta (1978)
- Egyszeregy (1978)
- Kojak Budapesten (1980)
- Naplemente délben (1980)
- A Pogány Madonna (1981)
- A névtelen vár (1981, tv-film)
- Csak semmi pánik (1982)
- Vőlegény (1982)
- Délibábok országa (1983)
- Hanyatt-homlok (1984)
- Napló gyermekeimnek (1984)
- Az elvarázsolt dollár (1986)
- Akli Miklós (1986)
- MÁV 2000 (1992, dokumentumfilm)[3]
- Frici, a vállalkozó szellem (1993, tv-sorozat, 30 epizód)
- Arckép sötét háttérrel (1993)
- Végzetes esztendők (1994, dokumentumfilm)
- A Valencia rejtély (1995, tv-film)
- Törvénytelen muskátli (1996)
- Veszélyes vidék (1998)
- Neurock (2001)
- Jósvafői capriccio (2001, dokumentumfilm)
- R. B. Kapitány: Radics Béla emlékére (2003)
- A kalef (A Moszkva téri galeri) (2008, dokumentumfilm)
- A keresett személy él… (2013)

Forgatókönyvíróként
- Akli Miklós (1986)
- Körúti esték (1997, tv-film)
- A csitári hegyek alatt (2000, dokumentum-rövidfilm)

## Díjai
- Szkíta Aranyszarvas díj (2006)
- Magyar Filmszemle Életműdíja (2007)